# Upeneus japonicus
 Upeneus japonicus és una espècie de peix de la família dels múl·lids i de l'ordre dels perciformes.

## Morfologia
Els mascles poden assolir els 15,7 cm de longitud total.

## Distribució geogràfica
Es troba des de Hokkaido (Japó) i Corea fins a Taiwan i Hong Kong.